# Weyersfeld
Weyersfeld ist ein Gemeindeteil der Gemeinde Karsbach im unterfränkischen Landkreis Main-Spessart in Bayern.

## Geographie
Das Kirchdorf liegt auf 255 m ü. NHN an der Bundesstraße 27 zwischen Obereschenbach und Höllrich. Nordwestlich befindet sich das zu Gemünden am Main gehörende Dorf Aschenroth, östlich liegt der Truppenübungsplatz Hammelburg. In Weyersfeld entspringt der Kuhbach (früher Karsbach).